# Rogachevski
Rogachevski (en ruso: Рогачевский) es un posiólok del raión de Kalíninskaya del krai de Krasnodar en el sur de Rusia. Está situado 17 km al noroeste de Kalíninskaya y 72 km al noroeste de Krasnodar, la capital del krai. Tenía 920 habitantes en 2010.
Pertenece al municipio Kuibyshevskoye.